# Cylindroxyphium virginianum
Cylindroxyphium virginianum är en svampart som beskrevs av Bat. & Cif. 1963. Cylindroxyphium virginianum ingår i släktet Cylindroxyphium, divisionen sporsäcksvampar och riket svampar.   Inga underarter finns listade i Catalogue of Life.